# Bertil Lundman
Bertil Johannes Lundman (* 28. September 1899 in Malmö; † 5. November 1993) war ein schwedischer Anthropologe.

## Biografie
Nachdem er bereits 1925 für seine Arbeiten in Botanik und Geografie mit einer Art Bachelor ausgezeichnet wurde, änderte sich sein Betätigungsfeld. 1930 begann er mit Studien über die schwedische Bevölkerung. 1945 promovierte er in Uppsala mit einer auf umfangreichen eigenen Erhebungen beruhenden Arbeit über Dalarna. Ab 1947 arbeitet er als Privatdozent und später als Professor für physische Anthropologie an der Universität Uppsala. Im hohen Alter schrieb Bertil Lundman seine Autobiographie.

## Werke
Bertil Lundman hat seit den 30er Jahren zahlreiche Bevölkerungsuntersuchungen in Schweden durchgeführt und mehrere Darstellungen zur Anthropologie und anthropologischen Bevölkerungsgeschichte Europas und Skandinaviens verfasst. Außer auf Schwedisch hat er viel in deutscher und in englischer Sprache publiziert. Charakteristisch für Lundmans anthropologische Werke war die sehr detaillierte Erfassung von diversen Übergangstypen (Phänotyp) zwischen den sogenannten „Großrassen“ der Menschheit (Geographische Anthropologie).

## Publikationen

### Monographien
- Nordens Rastyper. Geografi och historia. Studentfören. Verdandis amaskrifter 427, Stockholm 1940.
- Sverigens Religiösa Geografie. 1942.
- Dala-Allmogens Antropologi. Uppsala 1945 (208 S.).
- Raser och Folkstockar i Baltoskania. En Oversikt. Författarens, Uppsala 1946 (77 S.).
- Dalarnas Folk. Typer och Häfstamning. Uppsala 1948 (59 S.).
- Umriß der Rassenkunde des Menschen in geschichtlicher Zeit. Munksgaard, Kopenhagen 1952 (116 S.).
- Stammeskunde der Völker (Ethnogonie). Eine Übersicht. Lundequistska, Uppsala 1961 (Übersetzung aus dem Schwedischen).
- Geographische Anthropologie. Rassen und Völker der Erde. G. Fischer, Stuttgart 1967 (228 S.).
- The Races and peoples of Europe. IAAEE, New York 1977 (78 S.).

### Aufsätze (Auswahl)
- Ein orientaliformes Rassenelement in der schwedischen Bevölkerung. In: Zeitschrift für Rassenkunde 2 (1935), S. 160–168.
- Ergebnisse einer Neukartierung von Beddoes Englandmaterial. In: Zeitschrift für Rassenkunde 3 (1936), S. 243–249.
- Raum und Typus in Süd- und Mittelschweden. In: Zeitschrift für Rassenkunde 4 (1936), S. 248–250.
- Neue Karten der Höhenlängenidizes des Schädels. In: Zeitschrift für Rassenkunde 9 (1938).
- Folkstypsundersökningar i Dalarna. In: dalarnas Fornminnes och Hembygds Förbunds Arsskrift 1938, S. 59–109.
- Über die fortgesetzte Zunahme der Körperhöhe in Schweden 1926 bis 1936. (Zugleich eine Nachuntersuchung älteren Materials). In: Zeitschrift für Rassenkunde 9 (1939), S. 266–271.
- Über die Körperhöhensteigerung in den nordischen Ländern nach dem Weltkriege. In: Zeitschrift für Rassenkunde 11 (1940), S. 1–5.
- Die hellen Afrikaner und die dunklen Dalekarlier. In: Ethnos 1949, S. 163–171.
- Die Anthropologie in und nach dem zweiten Weltkrieg in Nordeuropa. In: Homo 2 (1950), S. 125–126.
- Dunkelgemischte cromagnide Typen aus Dalarne, Schweden. In: Zt. f. Morphologie und Anthropologie 43 (1951), S. 222–226.
- Ergebnisse der anthropologischen Lappenforschung. In: Anthropos 47 (1952), S. 119–132.
- Die heutigen Menschen Europas. In: Historia Mundi, Bd. 1: Frühe Menschheit. München 1952, S. 135–146.
- Ein nordisches Kerngebiet im mittleren West-Dalarna. In: Kungliga Svenska Vetenskapsakademiens Handlingar, 4. Serien, Bd. 4, No. 4 (1953), S. 1–7.
- Morgenländische Einwanderungen nach Westeuropa im frühen Altertum, unter Beleuchtung heutigen anthropologischen Materials. In: Annalen des Naturhistorischen Museums in Wien. Band 59, 1953, S. 54–58 (zobodat.at [PDF]).
- Über anthropologische Gauuntersuchungen. Zugleich ein Rückblick auf 25 Jahre eigener Arbeit (1931–56). In: Homo 7 (1956), S. 174–180.
- Die Kurzkopftypen Dalarnas. In: Homo 8 (1957), S. 95–98.
- The problem of ancient Oriental shipping on the North Sea. Anthropological contributions to the discussion on the existence of more or less direct maritime trade between the Eastern Mediterranean countries and Northwestern Europe. In: Journal of Near Eastern Studies 16 (1957), S. 105–117.
- Anthropologische Untersuchungen der schwedisch-finnischen Mischbevölkerung im westlichen Mittelschweden. Annales Academiae Scientiarum Fennicae, Ser. A, V. Medica-Anthropologica 63 (1957), S. 1–23.
- Byar, släkter, människotyper. In: Svenska Landsmal och Svenskt folkliv. Uppsala 1957, S. 119–123.
- Die anthropologische Erforschung Finnlands. In: Homo 11 (1960), S. 228–235.
- Serologische Beiträge zur Regionalanthropologie von Großbritannien (und Irland). In: Homo 13 (1962), S. 70–72.
- The Racial History of Scandinavia. An Outline. In: The Mankind Quarterly 3, No. 2 (1962) (Übersetzung aus dem Deutschen).
- Sozialanthropologische Beobachtungen in Schweden. In: Akten des 18. Internationalen Soziologenkongresses, Nürnberg 1958. Meisenheim am Glan 1963, S. 171–190.
- Anthropologische, soziologische und psychologische Untersuchungen an schwedischen Schulkindern. In: Homo 14 (1963), S. 133–149.
- Anthropologische Beobachtungen an fremdstämmigen Bevölkerungsgruppen in Schweden. In: Homo 18 (1967), S. 73–77.
- Zur Anthropologie der Iberischen Halbinsel. In: Homo 69 (1969), S. 245–249.